# Radu Mîțu
Radu Mîțu (Orhei, 4 novembre 1994) è un calciatore moldavo, portiere del Celle Varazze.

## Carriera

### Club

#### Milsami Orhei
Cresce calcisticamente nel Milsami Orhei, debuttando in prima squadra l'11 maggio 2013 nella trentesima giornata della Divizia Națională, nella partita persa 1-2 contro il Rapid Ghidighici. A partire dalla stagione 2014-15 diventa il portiere titolare della squadra, contribuendo attivamente al successo in campionato in quello stesso anno e successivamente alla coppa nazionale (2017-18) ed alla supercoppa nazionale (2019); in particolare, in quest'ultima partita si incarica di calciare il rigore decisivo, che permette al Milsami di trionfare 5-4, dopo lo 0-0 dei tempi supplementari. Grazie alla vittoria del campionato partecipa ai turni preliminari della Champions League, facendo il suo esordio il 14 luglio 2015, nel secondo turno preliminare, contro il Ludogorets.

#### Svezia e Italia
A marzo 2020 si trasferisce in Svezia al Vasalunds IF, squadra partecipante all'Ettan, terzo livello del campionato svedese. Al termine della stagione conquista il campionato e di conseguenza la promozione in Superettan; resta in rosa anche nella stagione successiva, culminata con la retrocessione, per poi lasciare al club.
Ad aprile 2022 firma un contratto di tre mesi con l'Örebro, non collezionando alcuna presenza.
A luglio firma con l'Albenga, con cui conquista il successivo campionato di Eccellenza; tuttavia, nonostante la promozione in Serie D, per la stagione 2023-24 decide di scendere in Prima Categoria a difendere i pali della Vadese: gli azzurrogranata terminano il proprio girone in quarta posizione guadagnandosi l'accesso ai play-off, fermandosi tuttavia al primo turno. Nella stagione successiva passa al Celle Varazze, neopromosso in Eccellenza.

### Nazionale
Viene convocato nel gennaio 2014 per la prima volta nella nazionale U-21, senza tuttavia scendere in campo. Esordisce un anno dopo, il 16 gennaio 2015, nell'amichevole pareggiata 1-1 contro il Kirghizistan; colleziona complessivamente 12 presenze, di cui 6 nelle partite di qualificazione all'Europeo Under-21.
Riceve la prima (e finora unica) chiamata in nazionale maggiore nel 2018, senza collezionare presenze.

## Statistiche

### Presenze e reti nei club
Statistiche aggiornate al 5 febbraio 2025
| Stagione             | Squadra              | Campionato           | Campionato | Campionato | Coppe nazionali | Coppe nazionali | Coppe nazionali | Coppe continentali | Coppe continentali | Coppe continentali | Altre coppe | Altre coppe | Altre coppe | Totale | Totale |
| Stagione             | Squadra              | Comp                 | Pres       | Reti       | Comp            | Pres            | Reti            | Comp               | Pres               | Reti               | Comp        | Pres        | Reti        | Pres   | Reti   |
| -------------------- | -------------------- | -------------------- | ---------- | ---------- | --------------- | --------------- | --------------- | ------------------ | ------------------ | ------------------ | ----------- | ----------- | ----------- | ------ | ------ |
| 2012-2013            | Milsami Orhei        | DN                   | 1          | -2         | CM              | ?               | ?               | -                  | -                  | -                  | -           | -           | -           | 1      | -2     |
| 2013-2014            | Milsami Orhei        | DN                   | 1          | 0          | CM              | ?               | ?               | UEL                | 0                  | 0                  | -           | -           | -           | 1      | 0      |
| 2014-2015            | Milsami Orhei        | DN                   | 21         | -12        | CM              | ?               | ?               | -                  | -                  | -                  | SM          | 0           | 0           | 21     | -12    |
| 2015-2016            | Milsami Orhei        | DN                   | 17         | -14        | CM              | ?               | ?               | UCL+UEL            | 4+2                | -5+-2              | -           | -           | -           | 23     | -21    |
| 2016-2017            | Milsami Orhei        | DN                   | 30         | -20        | CM              | ?               | ?               | -                  | -                  | -                  | -           | -           | -           | 30     | -20    |
| 2017                 | Milsami Orhei        | DN                   | 17         | -12        | CM              | ?               | ?               | UEL                | 2                  | -3                 | -           | -           | -           | 19     | -15    |
| 2018                 | Milsami Orhei        | DN                   | 25         | -20        | CM              | ?               | ?               | UEL                | 2                  | -9                 | -           | -           | -           | 27     | -29    |
| 2019                 | Milsami Orhei        | DN                   | 13         | -10        | CM              | ?               | ?               | -                  | -                  | -                  | SM          | 1           | 0           | 14     | -10    |
| Totale Milsami Orhei | Totale Milsami Orhei | Totale Milsami Orhei | 125        | -90        |                 | ?               | ?               |                    | 4+6                | -5+-14             |             | 1           | 0           | 136    | -109   |
| 2020                 | Vasalund             | E                    | 30         | -38        | SC              | 0               | 0               | -                  | -                  | -                  | -           | -           | -           | 30     | -38    |
| 2021                 | Vasalund             | SE                   | 19         | -32        | SC              | 0               | 0               | -                  | -                  | -                  | -           | -           | -           | 19     | -32    |
| gen.-apr.2022        | Vasalund             | E                    | 0          | 0          | SC              | 0               | 0               | -                  | -                  | -                  | -           | -           | -           | 0      | 0      |
| Totale Vasalund      | Totale Vasalund      | Totale Vasalund      | 49         | -70        |                 | 0               | 0               |                    | -                  | -                  |             | -           | -           | 49     | -70    |
| apr.-giu.22          | Örebro               | SE                   | 0          | 0          | -               | -               | -               | -                  | -                  | -                  | -           | -           | -           | 0      | 0      |
| 2022-2023            | Albenga              | Ecc                  | 20         | -19        | CIDL            | 2               | -4              | -                  | -                  | -                  | -           | -           | -           | 22     | -23    |
| 2023-2024            | Vadese               | 1ª cat               | 22+1       | -18+-1     | CL              | 4               | -2              | -                  | -                  | -                  | -           | -           | -           | 27     | -21    |
| 2024-2025            | Celle Varazze        | Ecc                  | 14         | -12        | CIDL            | 2               | -4              | -                  | -                  | -                  | -           | -           | -           | 16     | -16    |
| Totale carriera      | Totale carriera      | Totale carriera      | 231        | -210       |                 | 8               | -10             |                    | 10                 | -19                |             | 1           | 0           | 250    | -239   |

## Palmarès

### Club

#### Competizioni nazionali
- Campionato moldavo: 1

Milsami Orhei: 2014-2015
- Coppa di Moldavia: 1

Milsami Orhei: 2017-2018
- Supercoppa di Moldavia: 1

Milsami Orhei: 2019
- Ettan: 1

Vasalund: 2020

#### Competizioni regionali
- Eccellenza: 1

Albenga: 2022-2023